# Заимчево
Заѝмчево е село в Югоизточна България, община Руен, област Бургас.

## География
Село Заимчево отстои на около 11 km на север-североизток от село Руен, 9 km на изток-североизток от село Дъскотна и 7 km на югоизток от село Билка. Разположено е в западната част на Камчийска планина, Източна Стара планина, изтеглено на около 1,5 km по южния склон под билото на неголям рид с направление изток – запад. В долината южно от него тече малък ляв приток на близката река Балабандере. Общинският път до село Заимчево – в границите му негова главна улица – е отклонение на изток от минаващия на около километър югозападно от селото общински път, свързващ общинския център село Руен през селата Добра поляна, Снежа и Ясеново със село Дъскотна. Надморската височина по главната улица при влизането в селото от запад е около 440 m, при джамията в центъра – около 425 m и в източния край – около 360 – 370 m. Северно от джамията надморската височина достига около 450 m.
Поминъкът на селото се основава на зърнопроизводство, тютюнопроизводство, картофопроизводство, говедовъдство, овцевъдство.
Населението на село Заимчево от 361 души към 1934 г. достига към 1985 г. – след колебания в числеността, до максимума си – 680 души, след което намалява до 439 души (по текуща демографска статистика за населението) към 2018 г.
При преброяването на населението към 1 февруари 2011 г., от обща численост 455 лица, за 438 лица е посочена принадлежност към „турска“ етническа група и за останалите не е даден отговор.

## История
След края на Руско-турската война 1877 – 1878 г., по Берлинския договор селото остава на територията на Източна Румелия. След Съединението, от 1885 г. то се намира в България с името Ичмей зиямет. Преименувано е на Заимчево през 1934 г.

## Население

### Етнически състав
Преброяване на населението през 2011 г.
Численост и дял на етническите групи според преброяването на населението през 2011 г.:
|                     | Численост |
| Общо                | 455       |
| Българи             | -         |
| Турци               | 438       |
| Цигани              | -         |
| Други               | -         |
| Не се самоопределят | -         |
| Неотговорили        | 14        |

## Религии
Религията, изповядвана в село Заимчево, е ислям.

## Обществени институции
Село Заимчево към 2020 г. е център на кметство Заимчево.
В Заимчево има постоянно действаща джамия.

## Забележителности
Около 1,7 km на юг-югоизток от Заимчево се намира връх Каменяк (Каракъзълджик) с надморска височина 627,1 m.